# بانوی جهان
بانوی جهان (به عربی: ملكة جمال الكون) MJK ششمین آلبوم استودیویی خواننده پاپ عربی لبنانی هیفا وهبی است که در ۸ مه ۲۰۱۲ منتشر شد. این آلبوم شامل ۱۴ آهنگ است که تلفیقی از موسیقی شرقی و غربی به سه گویش مختلف: مصری، لبنانی و عربی خلیجی خوانده شده است.

## دربارهٔ آلبوم
این یکی از مهم‌ترین آلبوم‌های هیفا وهبی است که در سال ۲۰۱۲ منتشر شد. این آلبوم با موفقیت زیادی در جهان روبرو شد. تنها در کمتر از ۲۴ ساعت پس از منتشر شدنش جزء ۲۰۰ آلبوم برترین جهان رتبه ۳۶ را کسب کرد. آهنگ‌های آلبوم بسیار محبوب شدند و در مدت کوتاهی به معروف‌ترین آهنگ‌ها تبدیل شدند.
این آلبوم در جدول آلبوم‌های iTunes Worldwide رتبهٔ ۱ را به خود اختصاص داد و اولین هنرمند لبنانی است که این جایگاه را در جدول حفظ کرده است و آلبوم تا به امروز بیش از ۱۰٬۰۰۰٬۰۰۰ نسخه فروخته است.